# Hachenburg
Hachenburg település Németországban, Rajna-vidék-Pfalz tartományban. Lakosainak száma 6236 fő (2023. december 31.).

## Népesség
A település népességének változása:
| Lakosok száma | 4526 | 6060 | 6059 | 6175 | 6223 | 6236 |
|               | 1975 | 2017 | 2019 | 2021 | 2022 | 2023 |